# 法拉卡巴拉格镇
法拉卡巴拉格镇（Farrakka Barrage Township），是印度西孟加拉邦Murshidabad县的一个城镇。总人口21794（2001年）。

## 人口
该地2001年总人口21794人，其中男性11348人，女性10446人；0—6岁人口2769人，其中男1404人，女1365人；识字率68.44%，其中男性为73.03%，女性为63.45%。